# Stephanos (Astrologe)
Stephanos (auch Stephanos der Philosoph; altgriechisch Στέφανος) war ein byzantinischer Astrologe des 8. Jahrhunderts und Schüler des am Hof des Kalifen al-Mahdi in Bagdad wirkenden Theophilos von Edessa.
Über sein Leben und Werk ist wenig bekannt. David Pingree zufolge steht er jedoch an zentraler Stelle für die westliche Überlieferung der hellenistischen Astrologie. Laut der von Pingree rekonstruierten Überlieferungskette gelangte das Kompendium des Rhetorios, der das astrologische Wissen der Griechen zusammenfasste, über Theophilos von Edessa zu Stephanos, der um 790 eine Kopie des Werkes nach Konstantinopel brachte. Von da aus gelangte das Werk zu den späteren westlichen Autoren wie Demophilos und Johannes Kamateros. Die Ausgabe des Stephanos ist demnach die Wurzel der heute bekannten Handschriften und Auszüge. Pingree vermutet darüber hinaus, dass Stephanos auch die Schriften des Theophilos und des Hephaistion von Theben von Bagdad nach Konstantinopel gebracht habe.
In seinem Werk „Über die mathematischen Künste“ (Περὶ τῆς μαθεματικῆς τέξνης Peri tes mathematikes technes) schreibt Stephanos, dass er von Persien (i. e. Bagdad) nach Konstantinopel gekommen sei, wo er die Kunst der Astrologie ganz darniederliegend gefunden habe. Auch im arabischen Bereich war Stephanos bekannt, so wird er von Albumasar vielfach zitiert und Māschā'allāh ibn Atharī überliefert seine Werke.
Stephanos wird gelegentlich verwechselt mit Stephanos von Alexandria, auch Stephanus Philosophus genannt, einem Neuplatoniker um 600. Das mag daher rühren, dass aus der Zeit des Kalifen al-Mahdi eine horoskopische Schrift über die Zukunft des Kalifats existiert, die auf dem Zeitpunkt der Hidschra basiert. Diese Schrift wird im Vorwort als Werk des Stephanos von Alexandria ausgegeben.